# Level 5 Motorsports
Level 5 Motorsports fue un equipo de automovilismo estadounidense. El equipo ha ganado múltiples campeonatos de la American Le Mans Series y carreras de resistencia como las 24 Horas de Daytona, 12 Horas de Sebring y Petit Le Mans. Fue fundado en 2006 por el piloto y empresario Scott Tucker, quien actualmente cumple una condena de 16 años y 8 meses por préstamos ilegales y por asociación ilícita.

## Historia
El equipo empezó a competir en la SCCA y en la Ferrari Challenge. En 2007 mientras continuaba en ambas series, Tucker también participó en muchas fechas de la Rolex Sports Car Series y la KONI Challenge con el copiloto Ed Zabinski. Tucker también compitió en la IMSA GT3 Challenge.

## Grand Am
En 2008 tomó parte en 4 fechas de la Rolex Sports Car Series incluyendo las 24 Horas de Daytona.
Al año siguiente, Level 5 se convirtió en un participante regular en la serie. Ellos terminaron 9º en su clase en las 24 Horas de Daytona conduciendo un Prototipo de Daytona propulsado por BMW. Christophe Bouchut terminó 23ª y Scott Tucker 31.ª en el campeonato de pilotos. Tucker también marcó un récord de temporada ganando 10 carreras en la Ferrari Challenge. En ese año también obtuvo su primer título nacional ganando la clase turismo 1 del campeonato nacional de la SCCA.
En 2010, Level 5 entraron a las 24 Horas de Daytona, el equipo con Scott Tucker, Ryan Hunter-Reay, Lucas Luhr y Richard Westbrook se llevaron el tercer lugar general. Scott Tucker y Christophe Bouchut entraron en más carreras de la Rolex, terminando 11.ª en Miami.
En 2011 el equipo empezó el año en las 24 Horas de Daytona con dos autos Prototipos de Daytona Riley-BMW. El auto #55 terminó 8º y el #95 11º.

## American Le Mans Series
El equipo disputó la temporada completa de la American Le Mans Series en 2010. Partiendo de una victoria en su clase en las 12 Horas de Sebring, Level 5 ganó cinco de las nueve carreras, el equipo ganó el campeonato en LMPC, y el dueño del equipo Scott Tucker, el de pilotos.

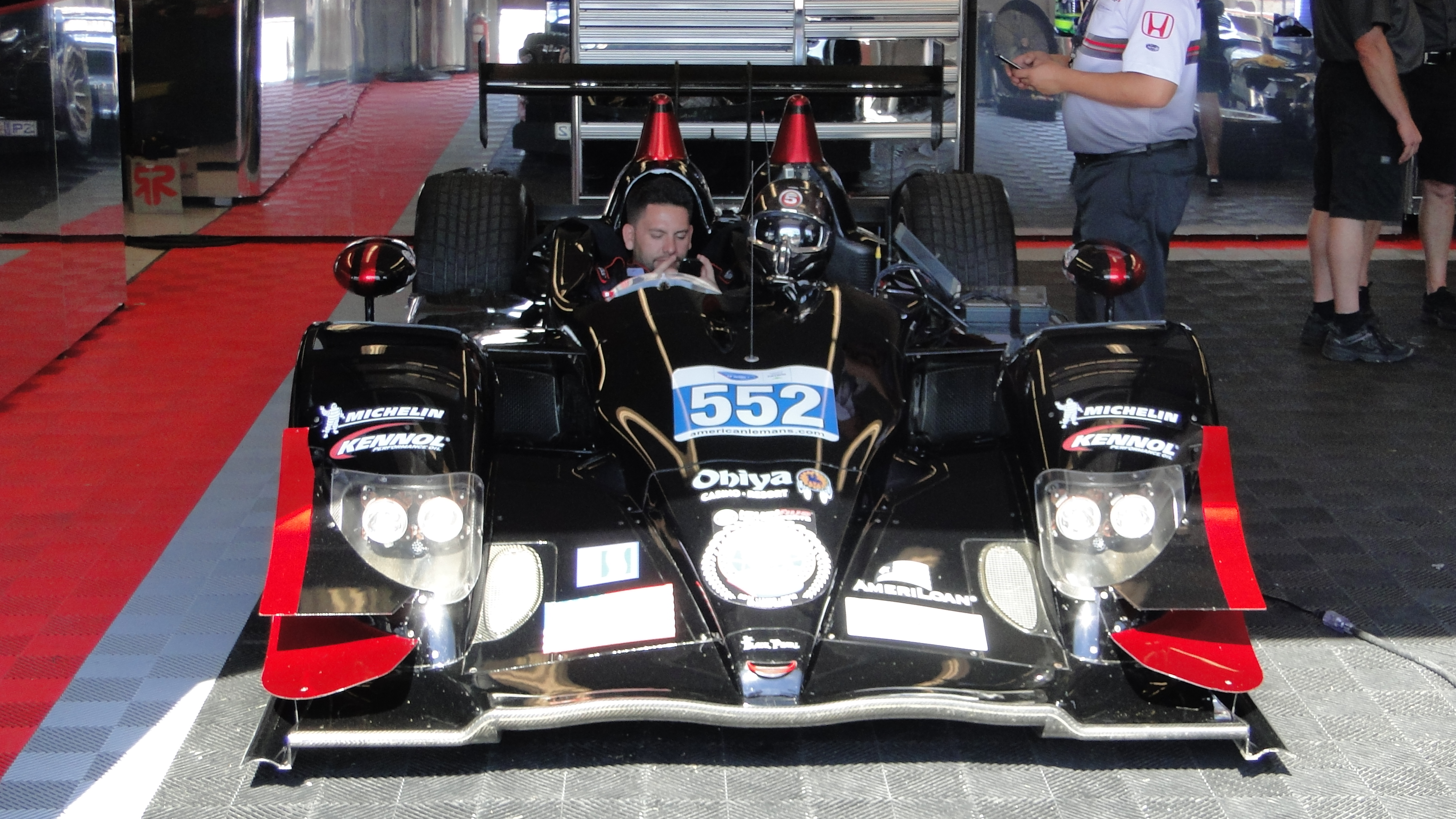
HPD ARX-03b #552 de Level 5 Motorsports

En 2011, Level 5 disputó rondas seleccionadas de la American Le Mans Series, el equipo usó un Lola B08/80 y un B11/40 para llevarse las victorias en Sebring, Long Beach y Road America. El equipo usó dos HPD ARX 01gs para llevarse las últimas carreras de la temporada, Petit Le Mans y Laguna Seca. Level 5 ganó en cada carrera que entraron, se llevaron el campeonato LMP2 y Scott Tucker y Christope Bouchut el de pilotos de LMP2.
En 2012 se vio a Level 5 participando la temporada completa con dos nuevos HPD ARX 03b. El auto #55 de Scott Tucker, João Barbosa, Christophe Bouchut se llevaron el primer lugar en su clase en las 12 Horas de Sebring. Él fue a ganar 7 de 9 carreras, solo perdiendo en Mosport y Road America contra sus rivales de Conquest Endurance. El equipo se llevó una vez más el campeonato LMP2 y Scott Tucker y Christope Bouchut el de pilotos de LMP2.
En 2013 ganaron nueve de 10 carreras con sus HPD ARX-03b. El equipo se aseguró su cuarto campeonato como equipo y el tercero en su categoría LMP2. Scott Tucker se llevó su cuarto título de pilotos en la serie.

## United Sportscar
Level 5 entró a las 24 Horas de Daytona de 2014 con un Ferrari 458 Itala GT3 en la clase GT Daytona. El auto #555 Scott Tucker, Townsend Bell, Bill Sweedler, Jeff Segal y Alessandro Pier Guidi se llevaron la victoria en su clase inicialmente, quitada debido a una penalización posterior por contacto evitable con otro auto. Cuatro horas después la IMSA revirtió la sanción y declaró vencedores al #555. El 26 de febrero, Level 5 anuncia su salida de la serie.

## 24 Horas de Le Mans

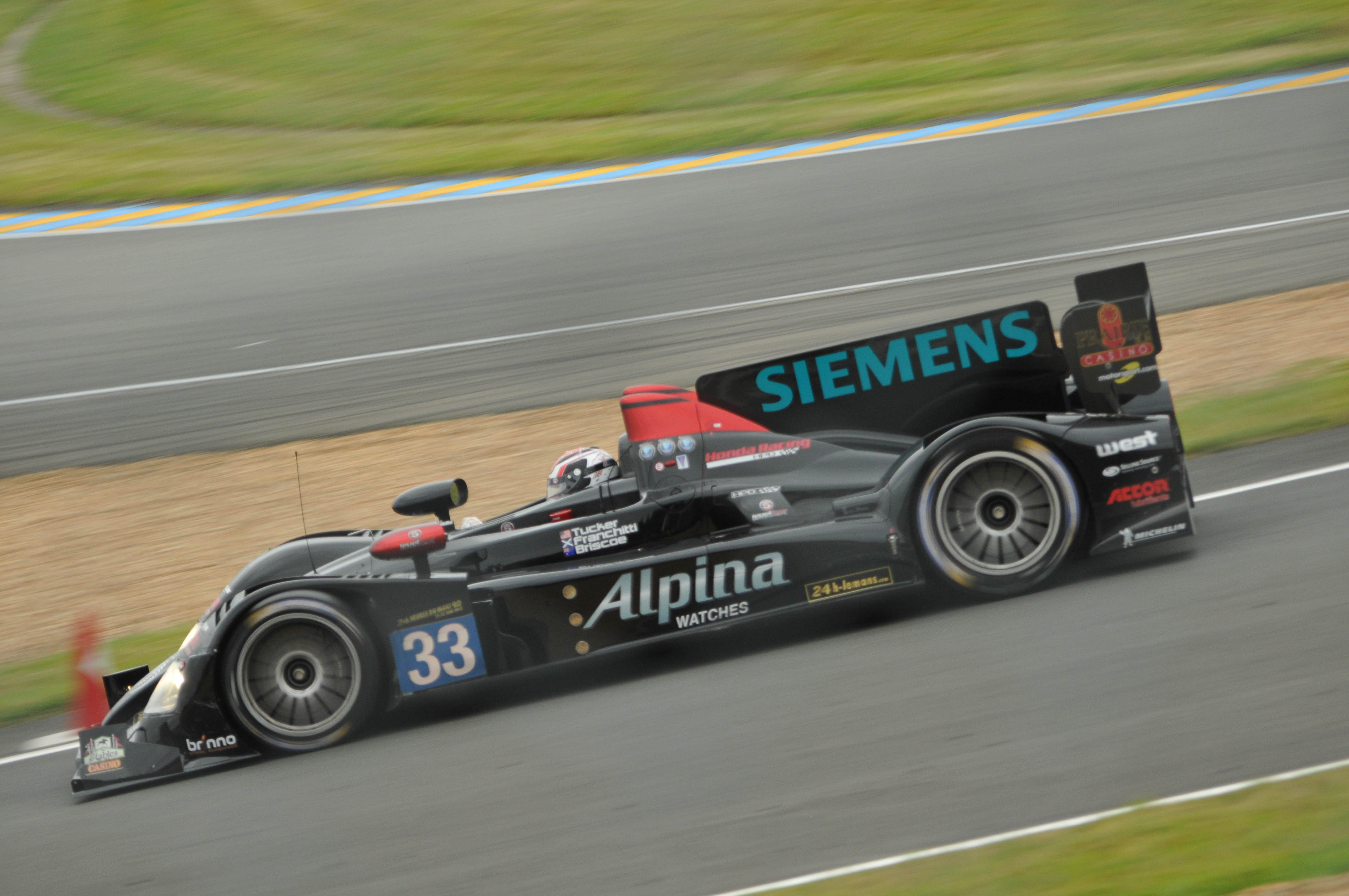
Level 5 Motorsports en las 24 Horas de Le Mans 2013.

En 2011, el equipo corrió en cinco de las rondas de la Copa Intercontinental Le Mans incluidas las 24 Horas de Le Mans. El equipo calificó 11º con su Lola #33. Los pilotos Scott Tucker, Christophe Bouchut and João Barbosa completaron 319 vueltas y terminaron terceros en LMP2 en su primer intento en la famosa carrera. También corrieron en la versión de 2012 calificando 14.ª con Scott Tucker, Christophe Bouchut y Luis Díaz, completaron 240 vueltas pero no terminaron la carrera. En 2013 el auto #33 de Scott Tucker, Ryan Briscoe y Marino Franchitti completaron 242 vueltas después de batallar con problemas de motor. Ellos no clasificaron en los resultados finales debido a que no completaron el 70% de distancia requerida.